# 116-та вулиця (Мангеттен)
116-та вулиця (англ. 116th Street) — вулиця проходить від Ріверсайд-Драйв, звідки відкривається вид на річку Гудзон, до Іст-Ривер, через Мангеттен, боро Нью-Йорка. Перетинає околиці Морнінгсайд-Гайтс, Гарлем і Іспанський Гарлем; вулиця переривається між Морнінгсайд-Хайтс і Гарлемом парком Морнінгсайд.

## Історія
Вулиця була визначена згідно з Планом уповноважених 1811 року, який встановив сітку вулиць Мангеттена як одну з 15 вулиць зі сходу на захід, ширина яких мала б 30 м (у той час як інші вулиці були визначені як 18 м у ширину).